# Last Summer
| Оценки критиков      | Оценки критиков |
| Источник             | Оценка          |
| -------------------- | --------------- |
| AllMusic             | [ 1 ]           |
| The A.V. Club        | (B+)            |
| Drowned in Sound     | (7/10)          |
| The Guardian         | [ 4 ]           |
| NME                  | (8/10)          |
| Pitchfork Media      | (7.9/10)        |
| Tiny Mix Tapes       | [ 7 ]           |
| Sputnikmusic         | [ 8 ]           |
| Paste Magazine       | (8.2/10)        |
| MusicOMH             | [ 10 ]          |
| PopMatters           | (8/10)          |
| SPIN                 | (8/10)          |
| Consequence of Sound | [ 13 ]          |

Last Summer — дебютный сольный альбом инди-поп певицы Элеоноры Фридбергер, более известной как участница группы The Fiery Furnaces. Альбом был анонсирован в апреле 2011 года и выпущен 12 июля 2011 на лейбле Merge Records. Last Summer имеет рейтинг 79 из 100 по версии Metacritic.

## Список композиций
| №   | Название                            | Длительность |
| --- | ----------------------------------- | ------------ |
| 1.  | «My Mistakes»                       | 4:29         |
| 2.  | «Inn of the Seventh Ray»            | 4:08         |
| 3.  | «Heaven»                            | 3:21         |
| 4.  | «Scenes from Bensonhurst»           | 4:33         |
| 5.  | «Roosevelt Island»                  | 5:20         |
| 6.  | «Glitter Gold Year»                 | 2:48         |
| 7.  | «One-Month Marathon»                | 3:36         |
| 8.  | «I Won't Fall Apart on You Tonight» | 3:39         |
| 9.  | «Owl's Head Park»                   | 4:31         |
| 10. | «Early Earthquake»                  | 3:14         |

## Участники записи
- Эрик Бручек — бас-гитара, гитара, клавишные, перкуссия
- Элеонора Фридбергер — гитара, Harmonica, клавишные, перкуссия, вокал
- Дилан Хейни — тенор-саксофон
- Джим Орсо — барабаны
- Фил Родригес — труба
- Тим Трейнор — барабаны
- Морган Вили — клавишные